# Корейска ела
Корейската ела (Abies koreana) е вид ела от семейство Борови (Pinaceae). Видът е застрашен от изчезване.

## Разпространение
Разпространен е в Република Корея.

## Описание
Достига до 10 – 18 m на височина, при диаметър на ствола до 70 cm.